# Okręg wyborczy Omaruru

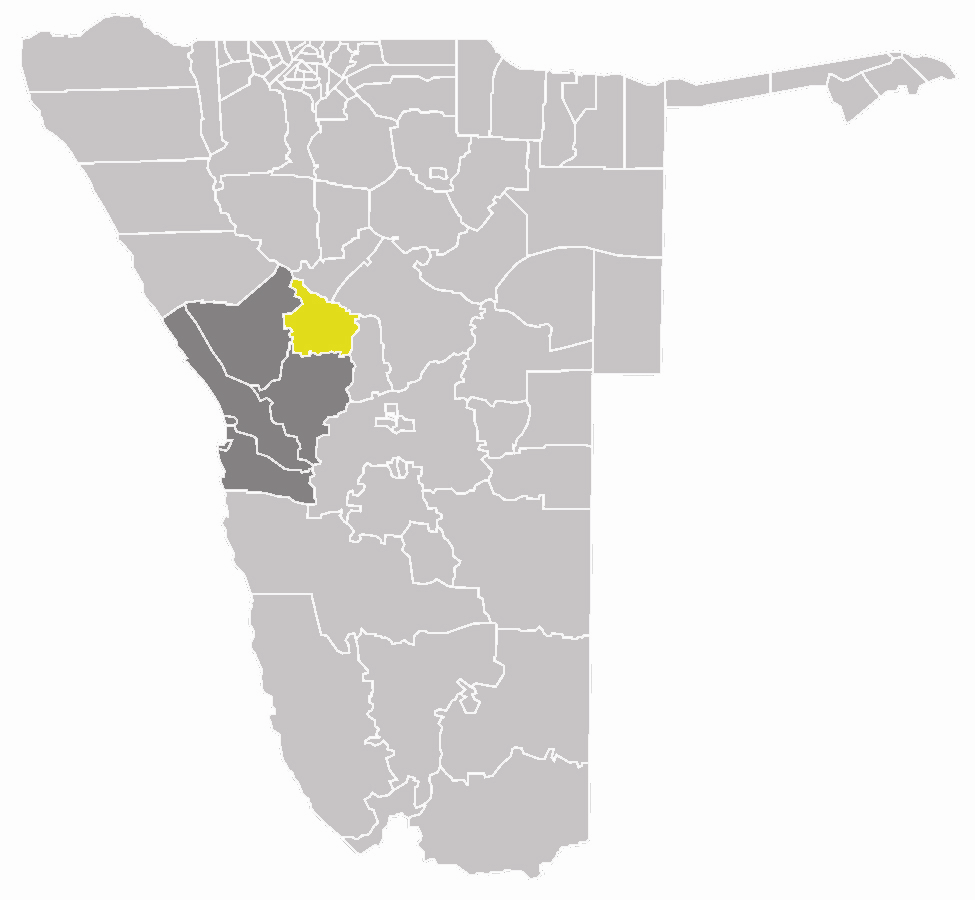
Okręg wyborczy Omaruru (żółty) w regionie Erongo (ciemnoszary)

Omaruru to okręg wyborczy, w regionie Erongo w środkowo-wschodniej Namibii. Stolicą obwodu jest miasto Omaruru. W 2011 r. liczyło ono 8577 mieszkańców, w 2001 r. było to 7156 osób.

## Polityka
W wyborach regionalnych 2010, przedstawiciel SWAPO, Uparura Michael Tjirare wygrał zdobywając 1102 głosy. Pokonanymi przez niego kontrkandydatami byli Josef Landuleni Nangolo z Unii Demokracji i Postępu (570 głosów), Lisken Noabes ze Zjednoczonego Frontu Demokratów (398 głosów) i Johna Tjiuongua z Kongresu Demokratów (96 głosów).
Wybory regionalne w 2015 r. wygrał Johannes Tuhafeni Hamutenya ze SWAPO, zdobywając 1420 głosów. Christiaan Nanuseb z ZFD zajął drugie miejsce z 678 głosami, trzecia była Sanna Sofia Paulus z Sojuszu Demokratycznego Turnhalle (DTA), która otrzymała 348 głosów, a ostatni był Vincent Isboset Kahua z Narodowej Zjednoczonej Organizacji Demokratycznej otrzymując 282 głosy.